# Sotoba Komachi

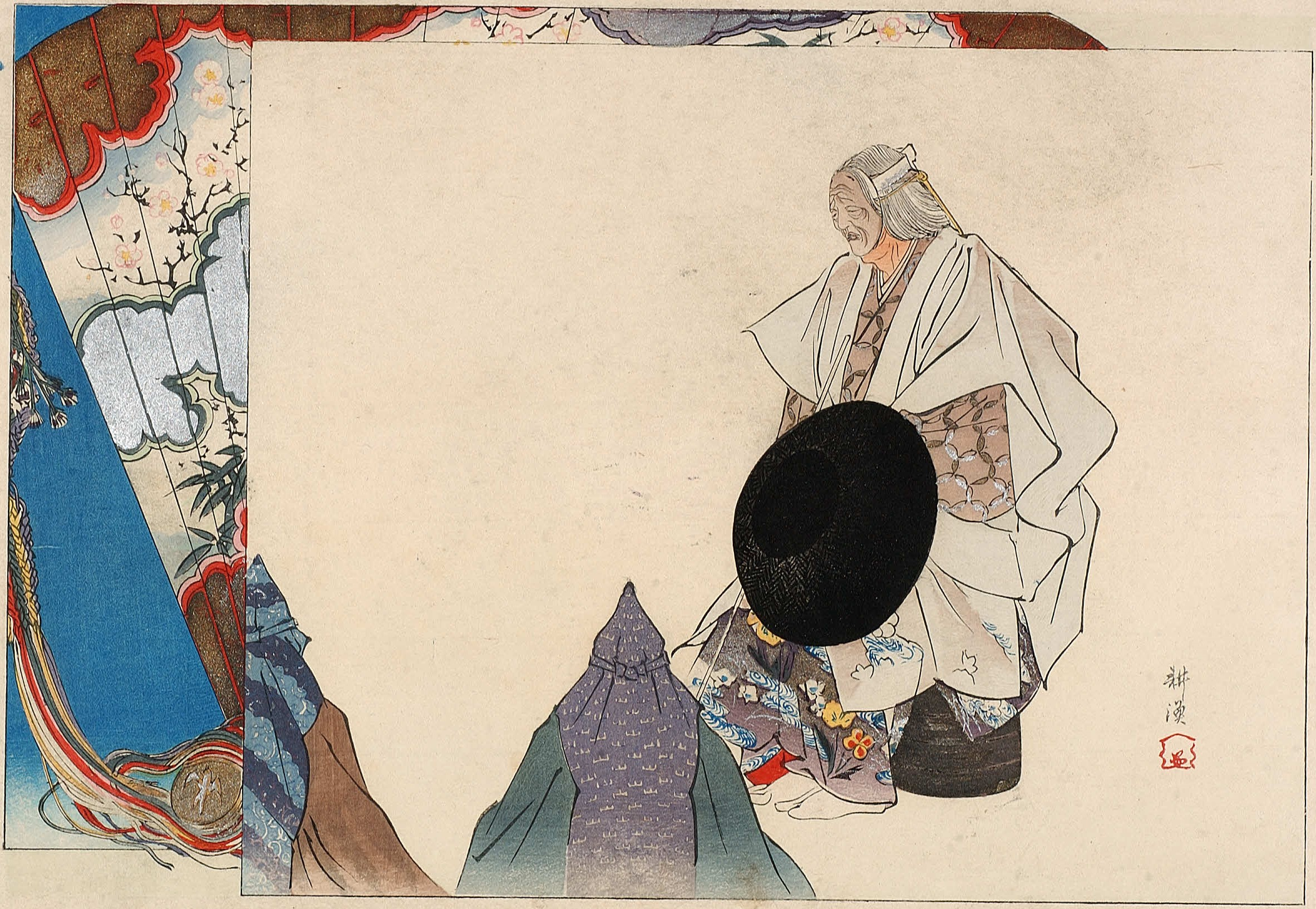
Szene aus dem Drama

Sotoba Komachi (japanisch 卒塔婆 小町), Komachi am Grab, ist der Titel eines Nō-Dramas von Kanami Kiyotsugu, bearbeitet von Zeami. Das Stück ist im Rahmen der Nō-Kategorie ein Viertspiel, verzichtet auf das übliche Zwischenspiel zwischen dem 1. und 2. Akt.

## Vorbemerkung
Dieses Nō handelt von der alt und einsam gewordenen Hofdame und Dichterin Ono no Komachi.
Es treten folgende Personen auf:
- Waki: Ein Mönch
- Wakitsure: Ein weiterer Mönch
- Shite: Ono no Komachi

## Handlung
1. Akt
  1. Vorspiel: Mit orchestralem Klang tritt ein Priester mit zwei begleitenden Mönchen auf. Sie wandern vom Klosterberg Kōya zur Hauptstadt. Der Priester: „In rascher Eile sind wir zum Föhrenwald von Abeno (安倍野) in der Provinz Settsu gekommen.“
  2. Mit orchestralem Klang tritt Ono no Komachi auf und klagt in einem langen Monolog über ihr Leben: Einst hochverehrt als Dichterin ist sie nun alt und arm geworden, eine Bettlerin. „Ich bin so müde, ich will mich hier auf diesem alten Baumstamm ausruhen“, sagt sie.
  3. Gespräch, sich steigernd zur Wechselrede, zuletzt Chor. Der Priester: „Was seh‘ ich dort, ein Bettelweib auf einem Stupa!“ Er stellt Komachi zur Rede. Es folgt ein langes Gespräch der Mönche mit Komachi, in der die Position der Mönche, die dem esoterischen Buddhismus anhängen, und Komachis Position, die die Zen-Richtung vertritt, dargestellt wird.
  4. Die Mönche sind beeindruckt von Komachis Wissen und fragen sie nach Namen und Herkunft. Sie antwortet und die Mönche sind erschüttert, als sie erkennen, was aus der einst stolzen Dame geworden ist.
2. Akt
  1. Die Mönche fragen nach dem, was sie bei sich führe: armseliges Hab und Gut. Chor: „… Du bettelst, und wenn Dir keiner etwas gibt, packt dich der Wahn und spricht aus dir.“ (Der Geist des verstorbenen Liebhabers Fukakusa no Chōshō spricht nun aus ihr.) Komachi: „Oh, viele waren es, die ihr Herz verloren an Komachi. Am heißesten geliebt war sie von Fukakusa Chōshō. Allnächtlich eilt er, um ihre Liebe zu erringen.“ (Umkleidung der Komachi, die, von Fukakusas Geist besessen, dessen nächtliche Liebesgesänge und in Groll und Raserei nun selbst darstellt.) Nach Wechselgesang mit dem Chor kommt Komachi aus Besessenheit, Bedrängnis und Tod wieder zu sich selbst.
  2. Abschlusschor: „… den Weg zur Erleuchtung will ich beschreiten.“

## Nachbemerkung
Wegen seiner inhaltlichen Tiefe ist dieses Nō-Drama schon früh von dem französischen Missionar Noël Péri (1865–1922), von Waley, Fenollosa und anderen übersetzt worden.
 Mishima Yukio publizierte 1956 eine moderne Version von Sotoba Komachi in Fünf moderne Nō-Spiele, die Ishiketa Mareo (石桁 真礼生; 1916–1996) vertonte. Der Komponist Marvin David Levy schuf 1957 die Oper Sotoba Komachi.